# Абу Нідаль
Абу Нідаль ((араб. أبو نضالأ), (англ. Abu Nidal); нар. травень 1937, Яффа — пом. 16 серпня 2002, Багдад) — міжнародний терорист, палестинець за походженням, колишній голова терористичного угруповання "Революційна рада ФАТХ" (араб. فتح المجلس الثوريأ), більш відомого як Організація Абу Нідаля (англ. ANO). На піку своєї войовничості в 1970-х і 1980-х роках ANO вважалася найжорстокішою з палестинських груп. Абу Нідаль сформував ANO у жовтні 1974 року після відколу від об'єднання ФАТХ Ясіра Арафата в Організації визволення Палестини (ОВП).

## Біографія

### Ранні роки
Сабрі Халіл аль-Банна народився в травні 1937 року в Яффі, на середземноморському узбережжі Палестини, яка тоді була під британським мандатом. Його батько, Хадж Халіл аль-Банна, володів 6000 акрів (24 км2) апельсинових гаїв, розташованих між Яффою та Мадждалом, сьогодні Ашкелон в Ізраїлі. Сім'я жила в розкоші в триповерховому кам'яному будинку біля пляжу. Багатство Халіля аль-Банни дозволяло йому мати кількох дружин. За словами Сабрі в інтерв'ю «Der Spiegel», у його батька було 13 дружин, 17 синів і вісім дочок. Мати Сабрі була восьмою дружиною.
У 1944 або 1945 році батько відправив Сабрі до Collège des Frères de Jaffa, французької місіонерської школи, яку він відвідував протягом одного року. Коли його батько помер у 1945 році, коли Сабрі було сім років, родина вигнала його матір з дому. Його брати забрали його з місіонерської школи та записали натомість до престижної приватної мусульманської школи в Єрусалимі, тепер відомої як початкова школа Умарія, яку він відвідував близько двох років.
29 листопада 1947 року Генеральна Асамблея ООН ухвалила резолюцію про розподіл Палестини на дві держави: Ізраїль та Палестину. Відразу почалася війна, і зрив цитрусового бізнесу вдарив по доходах родини. Родина аль-Банна мала добрі стосунки з єврейською громадою, але стосунки їм не допомогли. У квітні 1948 року сім'я втекла до свого будинку поблизу Мадждала, потім до табору біженців Бурейдж у секторі Гази, який тоді перебував під контролем Єгипту. Сім'я провела дев'ять місяців, живучи в наметах, залежно від Близькосхідного агентства ООН для допомоги палестинським біженцям та організації робіт. Ці події мали потужний вплив на Сабрі.
Родина аль-Банна переїхала в Наблус на Західному березі річки Йордан, який тоді перебував під контролем Йорданії. 1955 року Сабрі закінчив середню школу, приєднався до арабської націоналістичної партії Баас і почав вивчати інженерний курс у Каїрському університеті, але залишив його через два роки без диплома. 1960 року він переїхав до Саудівської Аравії, де влаштувався маляром і електриком, а також працював тимчасовим робітником в Aramco. Сабрі щороку повертався до Наблуса з Саудівської Аравії, щоб відвідати його матір. Саме під час одного з таких візитів у 1962 році він зустрів свою дружину, родина якої також втекла з Яффи. У шлюбі народилися син і дві дочки.

### Політична діяльність
У Саудівській Аравії Сабрі допоміг організувати невелику групу молодих палестинців, які назвали себе Таємною організацією Палестини. Активність коштувала йому роботи та дому: Aramco звільнила його, а уряд Саудівської Аравії ув’язнив, а потім видворив. Він повернувся до Наблуса з дружиною та родиною та приєднався до фракції ФАТХ Ясіра Арафата в ОВП.
Він був відданий палестинській політиці, але не був особливо активним, доки Ізраїль не виграв Шестиденну війну 1967 року, захопивши Голанські висоти, Західний берег і Сектор Гази. Завоювання ізраїльтянами Наблуса спонукало його до дій.
Переїхавши до Амману, Сабрі заснував торгову компанію під назвою «Імпекс», яка діяла як прикриття для ФАТХу, служачи місцем зустрічей і каналом для надходження коштів. Компанії, контрольовані Сабрі, зробили його багатою людиною і діяли як прикриття для угод зі зброєю.
Коли ФАТХ попросив Сабрі вибрати бойове прізвище, він обрав Абу Нідаля («батько боротьби»). Абу Іяд, другий найвищий посадовець ФАТХ після Ясіра Арафата, 1968 року призначив Нідаля представником ФАТХ у Хартумі, потім в липні 1970 року на ту саму посаду в Багдаді.

### Перша операція
Невдовзі після припинення у Йорданії збройного конфлікту «Чорний вересень» Абу Нідаль через свою радіостанцію «Голос Палестини» в Іраку почав звинувачувати ОВП у боягузтві через те, що вона погодилася на припинення війни з королем Йорданії Хусейном. Під час Третього конгресу ФАТХ у Дамаску в 1971 році він приєднався до палестинського активіста та письменника Наджі Аллуша та Абу Дауда (лідера організації «Чорний вересень», відповідального за Мюнхенську різанину 1972 року) у закликах до більшої демократії в ФАТХ і помсти королю Хусейну.
У лютому 1973 року Абу Дауда заарештували в Йорданії за замах на короля Хусейна. Це призвело до першої операції Абу Нідаля під назвою Аль-Ікаб («Покарання»). 5 вересня 1973 року п'ятеро озброєних людей увійшли до посольства Саудівської Аравії в Парижі, захопили 15 заручників і погрожували підірвати будівлю, якщо Абу Дауд не буде звільнений. Озброєні люди вилетіли через два дні до Кувейту рейсом Syrian Airways, утримуючи п'ятьох заручників, потім до Ер-Ріяда, погрожуючи викинути заручників з літака. Вони здалися та звільнили заручників 8 вересня. Абу Дауд був звільнений з в'язниці через два тижні.
Абу Нідаль провів операцію без дозволу ФАТХ. Абу Іяд (заступник Арафата) і Махмуд Аббас (пізніше президент Палестинської автономії) полетіли до Іраку, щоб переконати Абу Нідаля, що захоплення заручників завдало шкоди руху, але зрозуміли, що з цього моменту Абу Нідаль підконтрольний іракському уряду.

### Вигнання з ФАТХ
У листопаді 1973 року (відразу після війни Судного дня в жовтні), ANO захопила рейс KLM 861, цього разу під назвою «Арабська націоналістична молодіжна організація». ФАТХ обговорював скликання мирної конференції в Женеві; викрадення мало на меті попередити їх не продовжувати це. У відповідь у березні або липні 1974 року Арафат виключив Абу Нідаля з ФАТХ.
У жовтні 1974 року Абу Нідаль сформував ANO, назвавши її "Революційна рада ФАТХ". Після цього іракці передали йому активи ФАТХ в Іраку, включаючи тренувальний табір, ферму, газету, радіостанцію, паспорти, закордонні стипендії та китайську зброю на 15 мільйонів доларів. Він також отримував регулярну допомогу Іраку для ОВП: близько 150 000 доларів на місяць і одноразову суму в 3–5 мільйонів доларів.

### ANO
Група Нідаля налічувала до 500 членів, обраних з числа молодих чоловіків у таборах палестинських біженців і в Лівані, яким обіцяли хорошу платню та допомогу в догляді за їхніми сім'ями.  Їх відправляли до тренувальних таборів у будь-якій країні, де в той час приймала ANO (Сирія, Ірак чи Лівія), а потім організовували в невеликі осередки. Новобранців просили написати історію свого життя, включаючи імена та адреси родини та друзів, а потім підписати документ про те, що вони згодні на страту, якщо виявлять зв’язки зі спецслужбами.

### Операції

#### Шломо Аргов
3 червня 1982 року оперативник ANO Хусейн Гассан Саїд вистрелив у голову Шломо Аргова, посла Ізраїлю у Великій Британії, коли той виходив із готелю «Дорчестер» у Лондоні. Аргов вижив, але провів три місяці в комі і залишився інвалідом до своєї смерті в лютому 2003 року. ОВП відразу відкинула відповідальність за атаку, але Ізраїль відповів через три дні вторгненням до Лівану, де базувалася ОВП.

#### Рим і Відень
Найганебнішою операцією Абу Нідаля стала атака 1985 року на аеропорти Рима та Відня. 27 грудня о 08:15 за Гринвічем четверо озброєних людей відкрили вогонь по квитковій касі El Al у міжнародному аеропорту імені Леонардо да Вінчі в Римі, убивши 16 і поранивши 99. У міжнародному аеропорту Відня через кілька хвилин троє чоловіків кинули ручні гранати. на пасажирів, які чекали реєстрації на рейс до Тель-Авіва, убивши чотирьох і поранивши 39.

#### Теракти після авіаудару США по Лівії
15 квітня 1986 року США почали бомбардування Триполі та Бенгазі, убивши близько 100 осіб, у відповідь на вибух у берлінському нічному клубі, який відвідували американські військовослужбовці. Британський журналіст Алек Коллетт, який був викрадений у Бейруті в березні, був повішений після авіаударів, за повідомленнями оперативників ANO. Тіла двох британських учителів Лі Дугласа та Філіпа Падфілда та американця Пітера Кілберна були знайдені в селі поблизу Бейрута 17 квітня 1986 року. Відповідальність взяли на себе арабські осередки федаїнів, пов'язаних з Абу Нідалем. Того ж дня був викрадений британський журналіст Джон Маккарті.

#### Справа Гіндаві
17 квітня 1986 року, у день, коли були знайдені тіла вчителів і сталося викрадення Маккарті, Енн Марі Мерфі, вагітна покоївка з Ірландії, була виявлена в аеропорту Гітроу з бомбою Semtex на фальшивому дні однієї з її сумок. Вона збиралася сісти на літак El Al, який летів із Нью-Йорка до Тель-Авіва через Лондон. Сумка була упакована її йорданським нареченим Нізаром Гіндаві, який сказав, що приєднається до неї в Ізраїлі, де вони повинні були одружитися. Бомба була виготовлена технічним комітетом Абу Нідаля, який доставив її сирійській розвідці. Її відправили до Лондона в дипломатичній пошті і передали Гіндаві.

#### Захоплення літака
5 вересня 1986 року четверо бойовиків ANO викрали рейс 73 Pan Am в аеропорту Карачі, що прямував з Мумбаї до Нью-Йорка, утримуючи 389 пасажирів і членів екіпажу протягом 16 годин у літаку на злітній полосі, перш ніж підірвати гранати в салоні. Нірджа Бханот, старший бортпровідник рейсу, змогла відкрити запасні двері, і більшість пасажирів врятувалися; 20 загинули, включаючи Бханот, і 120 були поранені.

### Смерть
Абу Нідаль загинув, застрелившись у своїй багдадській квартирі в серпні 2002 року. Палестинські джерела вважали, що його вбили за наказом Саддама Хусейна, тоді як іракські офіційні особи наполягали, що він покінчив життя самогубством під час допиту.